# Hesder Yeshivá Meir Harel
La Hesder Yeshivá Meir Harel, es una hesder yeshivá dirigida por el rabino Eliezer Jaim Shenvald. La yeshivá fue establecida después del plan de retirada unilateral israelí de la Franja de Gaza en 2006, por el Rabino Eliezer Jaim Shenvald. El programa de la yeshivá consiste en un servicio militar de un año en las FDI, y un año de aprendizaje en la hesder yeshivá, el programa en total son dos años de aprendizaje.

## Historia
La Hesder Yeshivá Meir Harel se estableció después del plan de retirada unilateral israelí en 2006 por el rabino Eliezer Jaim Shenvald, que provenía de una hesder yeshivá ubicada en los Altos del Golán. La razón para establecer la yeshivá es que la nación israelí necesitaba una yeshivá diferente que promoviera los valores del liderazgo social, el liderazgo militar, junto con el cuidado de la ciudad de Modi'ín y el Estado de Israel. En 2011, la yeshivá abrió una biblioteca judía en memoria de Avner Goldman, un piloto de combate de la Fuerza Aérea Israelí que vivía en Modi'ín. Avner murió durante un vuelo de entrenamiento en Rumania. Su familia donó la biblioteca. En 2013, la yeshivá abrió una sucursal en la ciudad de Ofakim, en Eretz Israel.

## Programas principales
La yeshivá tiene varios programas de estudio, todos los programas tienen una duración de dos años. No obstante, el periodo de aprendizaje se puede ampliar y ello permite a los estudiantes convertirse en alumnos sabios (en hebreo: תלמידים חכמים) "talmidim jajamim".

### Programa militar
El servicio militar se prorroga medio año más que el programa habitual de Hesder. A los estudiantes no se les pide que abandonaran el programa si quieren convertirse en oficiales, como se hace en algunas yeshivot.

### Programa de oficiales
El programa consiste en un servicio militar de 12 meses en las FDI, y 12 meses más de aprendizaje en la hesder yeshivá, en total son dos años de servicio militar y aprendizaje. La mayoría de los estudiantes se convierten en suboficiales u oficiales, y su servicio militar es de dos años. El sitio web ortodoxo israelí "Srugim", informó que más del 50% de los soldados que habían formado parte del programa dirigido por la yeshivá, se habían convertido en suboficiales o en oficiales de combate de las Fuerzas de Defensa de Israel (FDI).

### Programa de paramédicos militares
En 2013, la yeshivá, la MDA y las FDI, concibieron un programa de estudios basado en el servicio militar en la yeshivá, que permite a los jóvenes voluntarios ortodoxos de la MDA unirse a las FDI a través de la yeshivá, y recibir capacitación como paramédicos militares. La razón de esto es la falta de paramédicos en las FDI.

## Relaciones comunitarias
El objetivo de la yeshivá es educar a sus estudiantes para que sigan el camino del Rabino Abraham Isaac Kook, que amen la Torá con una devoción profunda, que se dediquen al aprendizaje y estudio profundo de la Torá, que promuevan el liderazgo judío, el amor por la tierra y la nación". La yeshivá tiene una relación muy estrecha con la comunidad de Modi'in, que se expresa a través de una variedad de actividades que llevan a cabo tanto la yeshivá como la comunidad. Uno de los proyectos organizados por la yeshivá se llama "Shahak Lebnei HaMitzva" en memoria del teniente general Amnon Lipkin-Shahak, socio en el establecimiento de la yeshivá, es un programa dirigido a niños jóvenes de 13 años del sector secular, residentes en Modi'in. El proyecto (que se estableció mientras Lipkin-Shahak estaba vivo y luego se llamó simplemente "Proyecto Bar Mitzvah") incluye un aumento de las clases de preparación impartidas, junto con lecciones grupales sobre identidad judía, valores judíos, historia judía y trabajo voluntario práctico. Los estudiantes, junto con sus padres, tutores e instructores, realizan una visita guiada por el Barrio judío de la ciudad vieja de Jerusalén. Al finalizar el recorrido se realiza una Aliyah LaTorah grupal (una costumbre judía) y un almuerzo festivo en honor a la mitzvá. En 2013, el proyecto contaba con más de mil alumnos.